# 걸프 에어
걸프 에어(영어: Gulf Air, 아랍어: طيران)는 바레인의 항공사로 본사는 바레인 무하라크에 위치해 있으며 허브 공항은 바레인 국제공항이 있다.

## 역사
1940년대에 영국 조종사이자 기업가인 프레디 보스워스가 바레인의 수도 마나마부터 사우디아라비아의 다란과 카타르의 도하까지 연결하는 에어택시 사업을 하다가 1950년 3월 24일 사업을 확장해 민영 주식회사로 설립했다. 1951년 영국해외항공이 지분을 보유한 대주주가 되었고 1970년대에 런던 노선 취항을 시작했다. 1973년 바레인, 카타르, 아부다비, 오만 정부가 영국해외항공의 주식을 샀고 1974년 4개국이 25%의 지분을 보유하고 각국의 국영 항공회사로 하는 내용의 국제통항 조약을 맺으면서 현재의 항공사명으로 바뀌었다. 1980년대 들어 비행기 여행이 크게 늘어나면서 발전을 거듭했고 항공기 수도 더욱 늘어났으며 1990년 아랍 항공사로 최초로 오스트레일리아 노선으로 취항했다. 2005년 아부다비와 공동 소유국에서 빠져 나가면서 2007년 5월 바레인 정부가 완전히 소유하게 되었다.

## 운항 노선
- 2012년 7월 기준으로 걸프 에어는 다음과 같은 노선을 운항하고 있다.[1]

### 코드쉐어 협정
- 걸프 에어는 다음과 같은 항공사와 코드쉐어 협정을 체결하고 있다.[2]

| - KLM (스카이팀) - 로얄 요르단 항공 (원월드) - 방콕 항공 - 사우디아 항공 (스카이팀) - 스리랑카 항공 (원월드) - 아메리칸 항공 (원월드) - 에게 항공 (스타 얼라이언스) - 에티오피아 항공 (스타 얼라이언스) - 에티하드 항공 - 오만 항공 | - 이집트 항공 (스타 얼라이언스) - 중동항공 (스카이팀) - 타이 항공 (스타 얼라이언스) - 터키항공 (스타 얼라이언스) - 필리핀 항공 |  |

## 보유 기종

### 현재 보유중인 기종
- 2020년 2월 기준으로 걸프 에어는 다음과 같은 기종을 보유하고 있으며 평균 기령은 7.3년이다.[3][4]

### 퇴역 기종
- 걸프 에어는 다음의 항공기를 도입, 운용하였었다.[4]

## 사진

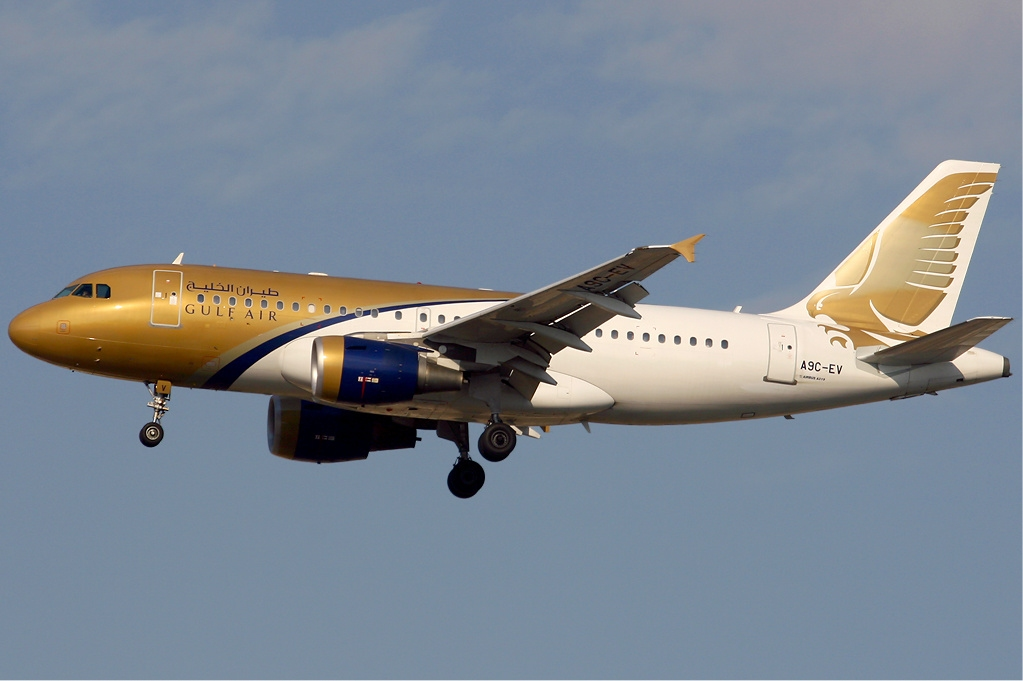
걸프 에어의 에어버스 A319-100
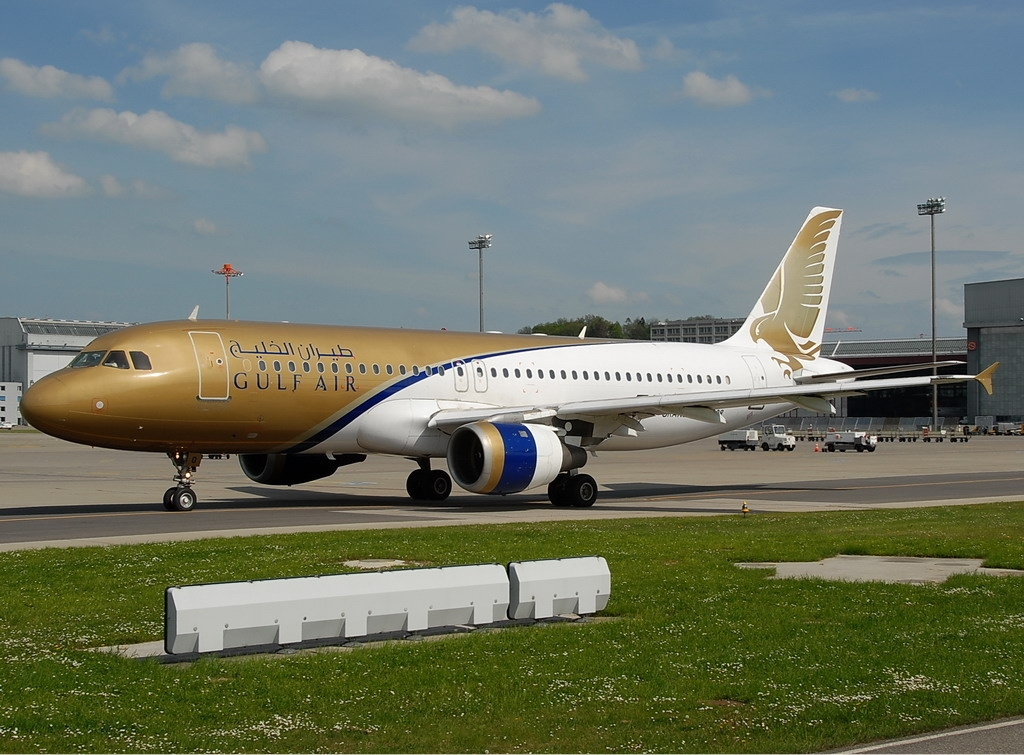
걸프 에어의 에어버스 A320-200
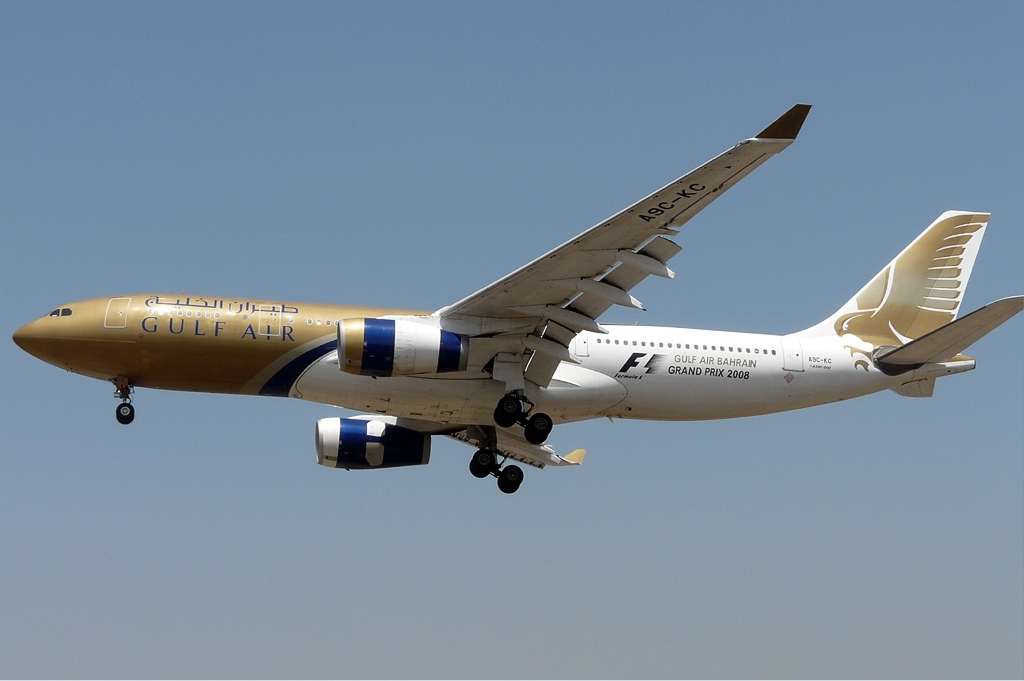
걸프 에어의 에어버스 A330-200
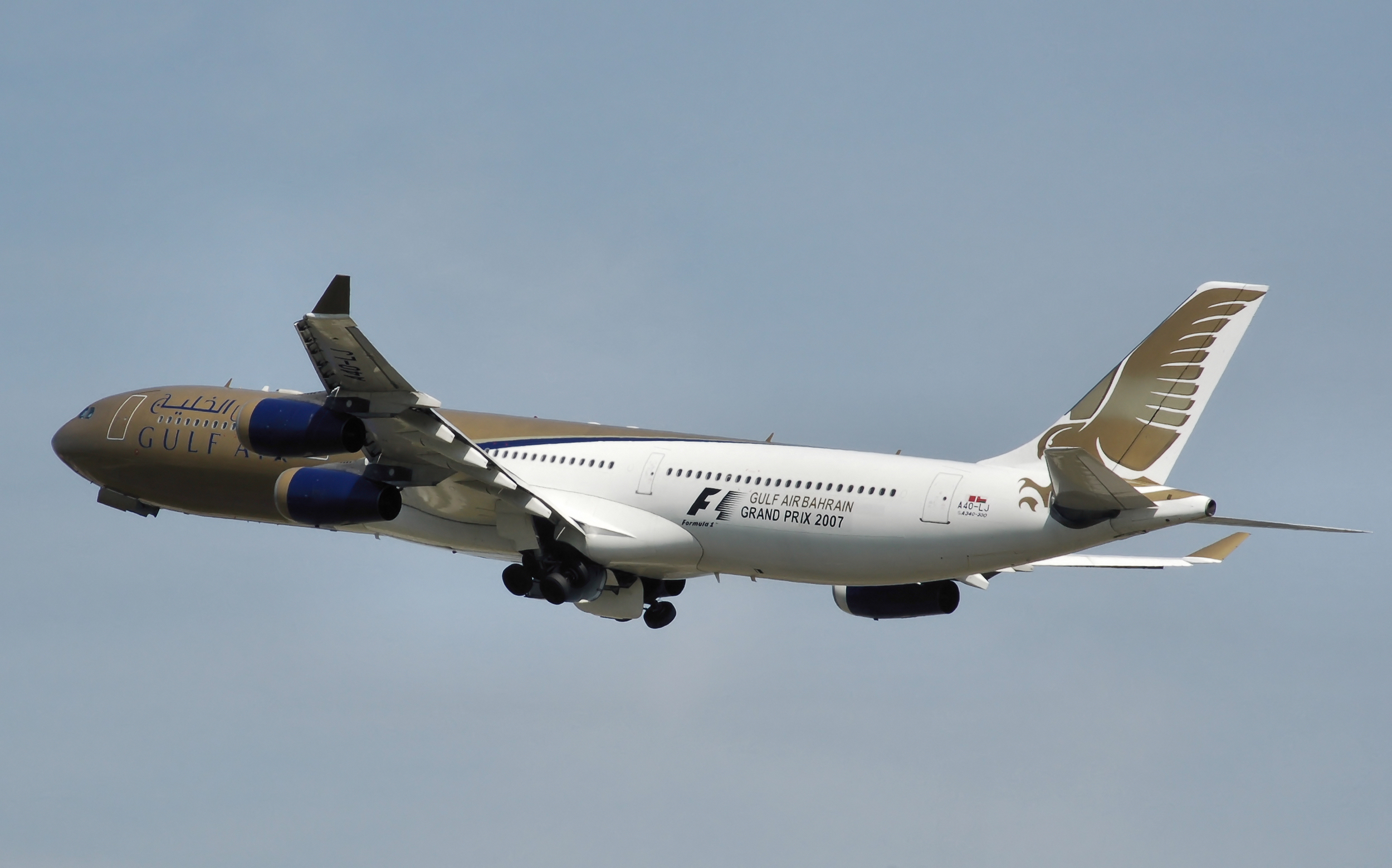
걸프 에어의 에어버스 A340-300
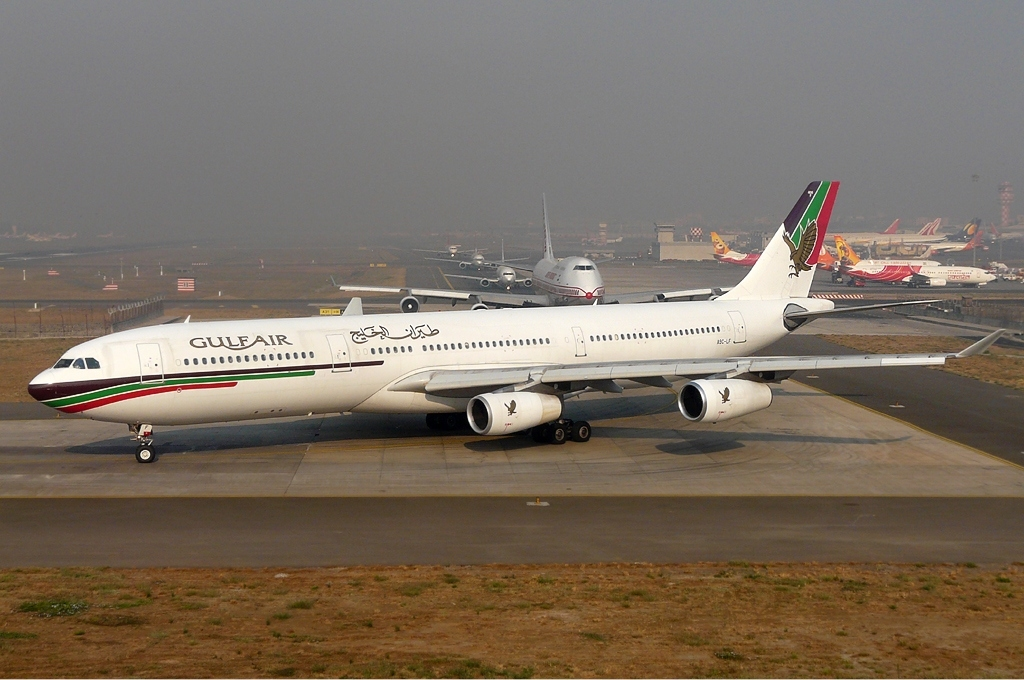
걸프 에어의 에어버스 A340-300 구도색